# Carl Möller (Politiker)
Carl Möller (* 29. Oktober 1930 in Osnabrück; † 5. November 2011 ebenda) war ein deutscher Bauingenieur, Bauunternehmer und Politiker (CDU). Er war von 1965 bis 1967 Mitglied des Niedersächsischen Landtages und von 1981 bis 1985 Oberbürgermeister der Stadt Osnabrück.

## Leben
Carl Möller, geboren 1930 in Osnabrück als Sohn von Carl Möller und dessen Ehefrau Maria Möller, geborene Niessing, absolvierte sein Abitur am humanistischen Gymnasium Carolinum. Er machte danach eine Ausbildung zum Maurer und absolvierte ein Studium des Bauingenieurwesens an der Technischen Hochschule Karlsruhe, das er 1956 mit der Diplom-Hauptprüfung abschloss. Carl Möller war katholisch und während seiner Studienzeit Mitglied in der Studentenvereinigung Kartellverband katholischer deutscher Studentenvereine Zollern-Breslau zu Karlsruhe; von 1966 bis 1968 war er Vorsitzender des Vereins Zollernhaus e. V. Seine Diplomarbeit schrieb Möller zum Themenbereich Städtebau und Verkehrs- und Landesplanung. 1956 wurde der Diplom-Ingenieur Geschäftsführer des elterlichen Familienbetriebs, einem Bauunternehmen. Im Jahr 1957 heiratete er Hildegard Vonhöne. Aus der Ehe gingen die vier Kinder Annekatrin, Hendrik, Albrecht und Eckhard Möller hervor.
Seit 1956 war Möller Mitglied der CDU. Von 1964 bis 1987 und von 1991 bis 2001 war er Ratsherr der Stadt Osnabrück. In der 5. Wahlperiode rückte er 1965 für Heinrich Franke in den Niedersächsischen Landtag nach, dem er bis zum Ende der Wahlperiode 1967 angehörte. Für die CDU fungierte auch als Bezirksvorsitzender, Mitglied des Landesvorstands und des Bundesvorstands Kommunalpolitische Vereinigung. Er war zudem Aufsichtsrat der Flughafen-Gesellschaft Münster-Osnabrück. Von 1981 bis 1985 war er ehrenamtlicher Oberbürgermeister der Stadt Osnabrück. Von dem Amt musste er zurücktreten, nachdem er unter Alkoholeinfluss einen Verkehrsunfall verursachte und Unfallflucht beging.
Er war geschäftsführender Gesellschafter der Carl Möller Bauunternehmung (Erbauer unter anderem des Varusturms), wozu in Georgsmarienhütte das Betonteilwerk, die Carl Möller Klinkerwerke und Carl Möller Wohnbau gehörten. Zudem war er Geschäftsführer der Centrum Wohnbaugesellschaft mbH & Co. KG in Osnabrück.
Im Jahr 1987 ging sein Familienbetrieb in die Insolvenz. In der Folge musste er auch seine Villa verkaufen, in der heute die Deutsche Bundesstiftung Umwelt ihren Sitz hat. Danach war er Geschäftsführer des Landschaftsverbandes Osnabrück.
Carl Möller erhielt 16-mal das Goldene Sportabzeichen.

## Veröffentlichungen
- Osnabrück – Friedens- und Kongreßstadt. 1974.
- 1200 Jahre Stadt Osnabrück.